# مؤتمن یکم هودی
مؤتمن‌بالله یوسف بن احمد بن هود سومین حاکم از بنو هود و هفتمین حاکم ساراگوسا بود. او پس از وفات پدرش مقتدر یکم در سال 474 قمری (1082 میلادی) بر تخت نشست و سه سال بعد، وفات یافت و حکومت به پسرش مستعین دوم بود.